# 豪尔考
豪尔考，是匈牙利杰尔-莫雄-肖普朗州所辖的一个村。总面积11.00平方公里，总人口1772，人口密度161.1人/平方公里（2011年1月1日）。